# DANA
DANA – a-kassen for selvstændige blev stiftet i 1976, og har ca. 38.000 medlemmer. DANA sikrer dagpenge, efterløn mm til selvstændige. DANA har kontorer i 13 byer og hovedkontor i København i Danmark.
DANA er upolitisk, uafhængig af andre organisationer og er statsanerkendt. 
Siden ultimo 2006 har lønmodtagere også haft mulighed for at blive medlem af DANA.

## Ekstern henvisning
- DANAs websted Arkiveret 2. november 2011 hos  Wayback Machine